# Acomayo
Acomayo (en quechua: Aqumayu) es una ciudad peruana capital del distrito homónimo y a la vez de la provincia de Acomayo ubicada en el departamento del Cuzco.
Tenía una población de 4532 hab. en 2017. Está situada a 3221 m s. n. m. y a unos 104.5 km de la ciudad del Cuzco.
El pueblo de Acomayo fue declarado patrimonio histórico del Perú el 9 de marzo de 1991 mediante el R.J.N° 348-91-INC/J .

## Clima
| Parámetros climáticos promedio de Acomayo (territorios entre 3000 - 3500 m s. n. m.). | Parámetros climáticos promedio de Acomayo (territorios entre 3000 - 3500 m s. n. m.). | Parámetros climáticos promedio de Acomayo (territorios entre 3000 - 3500 m s. n. m.). | Parámetros climáticos promedio de Acomayo (territorios entre 3000 - 3500 m s. n. m.). | Parámetros climáticos promedio de Acomayo (territorios entre 3000 - 3500 m s. n. m.). | Parámetros climáticos promedio de Acomayo (territorios entre 3000 - 3500 m s. n. m.). | Parámetros climáticos promedio de Acomayo (territorios entre 3000 - 3500 m s. n. m.). | Parámetros climáticos promedio de Acomayo (territorios entre 3000 - 3500 m s. n. m.). | Parámetros climáticos promedio de Acomayo (territorios entre 3000 - 3500 m s. n. m.). | Parámetros climáticos promedio de Acomayo (territorios entre 3000 - 3500 m s. n. m.). | Parámetros climáticos promedio de Acomayo (territorios entre 3000 - 3500 m s. n. m.). | Parámetros climáticos promedio de Acomayo (territorios entre 3000 - 3500 m s. n. m.). | Parámetros climáticos promedio de Acomayo (territorios entre 3000 - 3500 m s. n. m.). | Parámetros climáticos promedio de Acomayo (territorios entre 3000 - 3500 m s. n. m.). |
| Mes                                                                                   | Ene.                                                                                  | Feb.                                                                                  | Mar.                                                                                  | Abr.                                                                                  | May.                                                                                  | Jun.                                                                                  | Jul.                                                                                  | Ago.                                                                                  | Sep.                                                                                  | Oct.                                                                                  | Nov.                                                                                  | Dic.                                                                                  | Anual                                                                                 |
| ------------------------------------------------------------------------------------- | ------------------------------------------------------------------------------------- | ------------------------------------------------------------------------------------- | ------------------------------------------------------------------------------------- | ------------------------------------------------------------------------------------- | ------------------------------------------------------------------------------------- | ------------------------------------------------------------------------------------- | ------------------------------------------------------------------------------------- | ------------------------------------------------------------------------------------- | ------------------------------------------------------------------------------------- | ------------------------------------------------------------------------------------- | ------------------------------------------------------------------------------------- | ------------------------------------------------------------------------------------- | ------------------------------------------------------------------------------------- |
| Temp. máx. media (°C)                                                                 | 19.7                                                                                  | 19.4                                                                                  | 19.8                                                                                  | 20                                                                                    | 19.8                                                                                  | 19.4                                                                                  | 19.1                                                                                  | 20.3                                                                                  | 20.3                                                                                  | 21.4                                                                                  | 21.2                                                                                  | 19.9                                                                                  | 20                                                                                    |
| Temp. media (°C)                                                                      | 13                                                                                    | 12.9                                                                                  | 13.1                                                                                  | 12.3                                                                                  | 11                                                                                    | 9.7                                                                                   | 9.3                                                                                   | 10.4                                                                                  | 11.8                                                                                  | 13                                                                                    | 13.2                                                                                  | 12.9                                                                                  | 11.9                                                                                  |
| Temp. mín. media (°C)                                                                 | 6.3                                                                                   | 6.5                                                                                   | 6.4                                                                                   | 4.6                                                                                   | 2.2                                                                                   | 0                                                                                     | -0.4                                                                                  | 0.5                                                                                   | 3.4                                                                                   | 4.7                                                                                   | 5.2                                                                                   | 6                                                                                     | 3.8                                                                                   |
| Fuente: climate-data.org                                                              |                                                                                       |                                                                                       |                                                                                       |                                                                                       |                                                                                       |                                                                                       |                                                                                       |                                                                                       |                                                                                       |                                                                                       |                                                                                       |                                                                                       |                                                                                       |

## Lugares de interés
- Capilla de Santa Bárbara[4]
- Casa Hacienda San Cristóbal[5]
- Iglesia Belén de Acomayo[6]
- Waqrapukara es un conjunto arqueológico peruano ubicado en el distrito de Acos, provincia de Acomayo, departamento de Cusco. Está ubicada cerca del río Apurímac a 4 300 m s. n. m. Fue construida por los Qanchis y luego conquistada por los Incas.